# HD 46815
HD 46815，又名CD-36 2990，SAO 196945、HR 2411，是一颗恒星，视星等为5.42，位于銀經244.69，銀緯-18.94，其B1900.0坐标为赤經6h 30m 19.1s，赤緯-36° -18.94′ 26″。